# Los Teques

Kommunens läge i delstaten Miranda

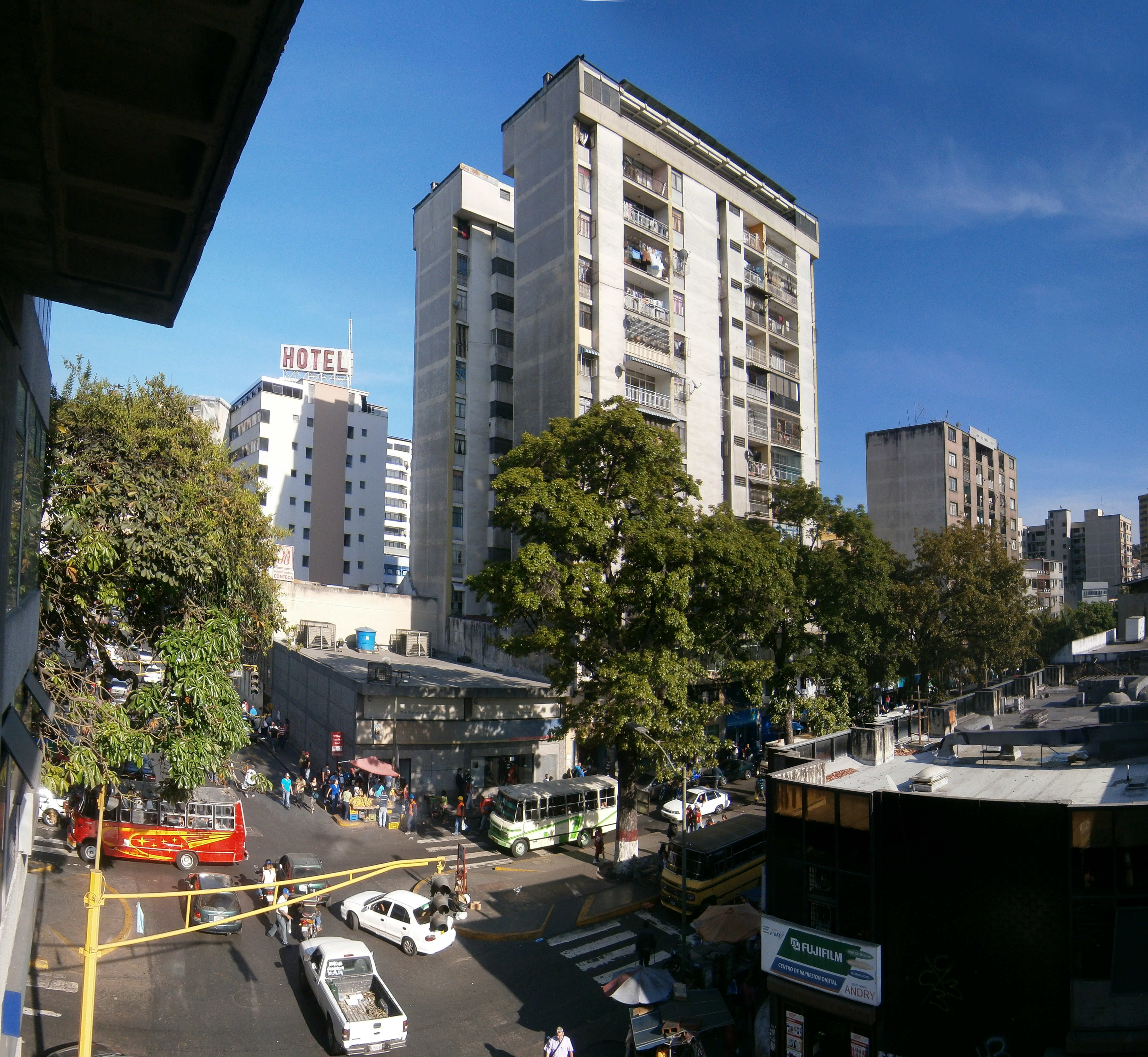
Byggnader i Los Teques

Los Teques är en stad i norra Venezuela, och är den administrativa huvudorten för delstaten Miranda. Den ingår i Caracas storstadsområde och hade 227 659 invånare år 2007, med totalt 280 687 invånare (2007) i hela kommunen på en yta av 661 km². Kommunens officiella namn är Guaicaipuro och består av sju socknar, parroquias.